# Hicham Mahdoufi
Hicham Mahdoufi (Khouribga, 5 de agosto de 1983) é um futebolista profissional marroquino que atua como defensor.

## Carreira
Hicham Mahdoufi fez parte do elenco da Seleção Marroquina de Futebol na Campeonato Africano das Nações de 2008.